# Румен Биков
Румен Здравков Биков е български бизнесмен и политик от Съюза на демократичните сили (СДС), напуснал организацията през 1992 година. Той е министър на промишлеността в правителството на Филип Димитров (1992) и в правителството на Любен Беров (1992 – 1994).

## Биография
Румен Биков е роден на 9 май 1958 година в Кюстендил. През 1981 година завършва металургия във Висшия химикотехнологичен институт (ВХТИ) в София, след което работи като инженер в Стопанския металургичен комбинат „Кремиковци“. През 1987 година започва работа в Института по черна металургия, като същевременно е хоноруван преподавател във ВХТИ.
През 1990 година Румен Биков става член на Алтернативната социаллиберална партия, която малко по-късно става член на СДС. През 1990 – 1991 година той е кмет на софийския район Надежда, а през 1991 година е избран за народен представител от СДС. През май 1992 година става министър на промишлеността в правителството на Филип Димитров, а след падането на кабинета на СДС остава на този пост и в правителството на Любен Беров до 1994 година.
След оттеглянето си от политическия живот Румен Биков ръководи предприятия от областта на металообработването и търговията с метали, като Ровотел АД и Росела.